# Svenskt Tenn

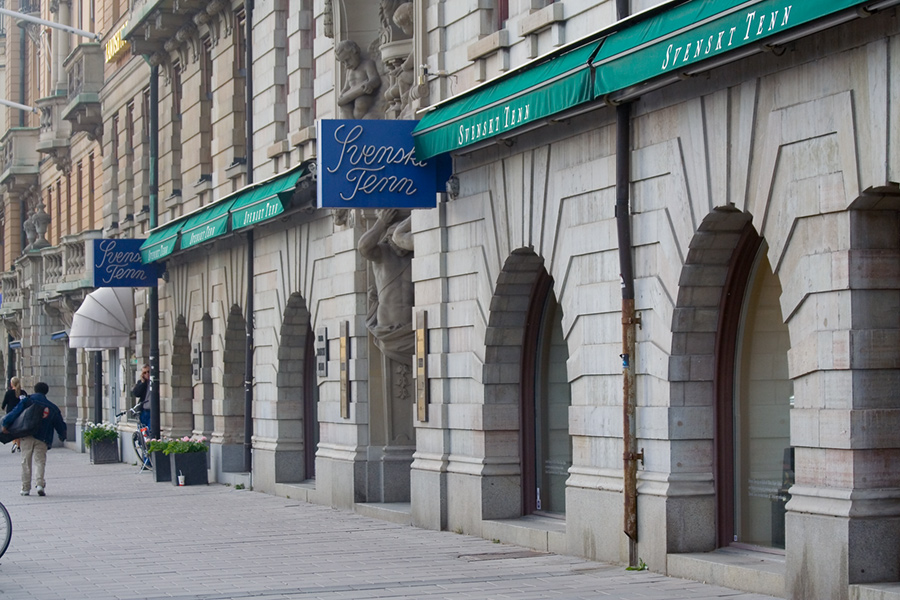
Geschäftssitz und Ladenlokal mit Tee-Salon als Teil des Gebäudeensembles Kvarteret Bodarna in Stockholm

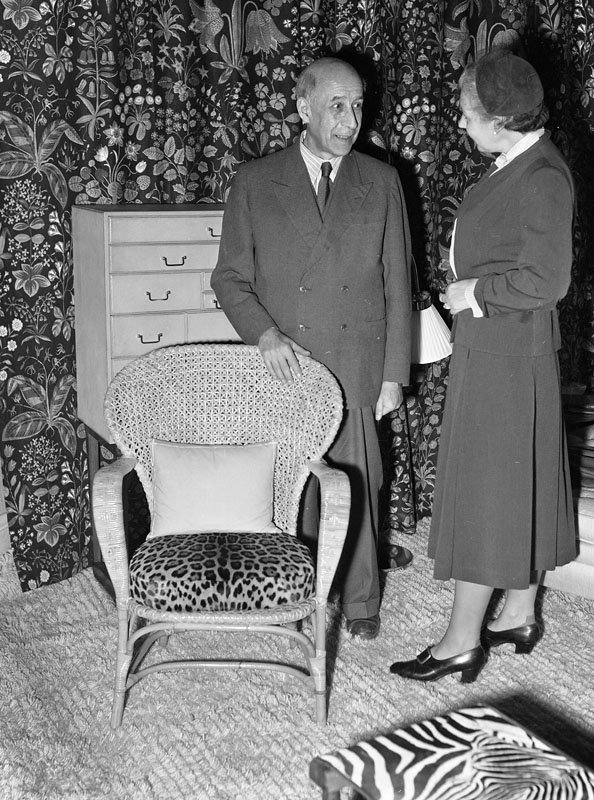
März 1952: Josef Frank und Estrid Ericson bei der Ausstellung »Josef Frank 20 Jahre bei Svenskt Tenn« im Schwedischen Nationalmuseum.

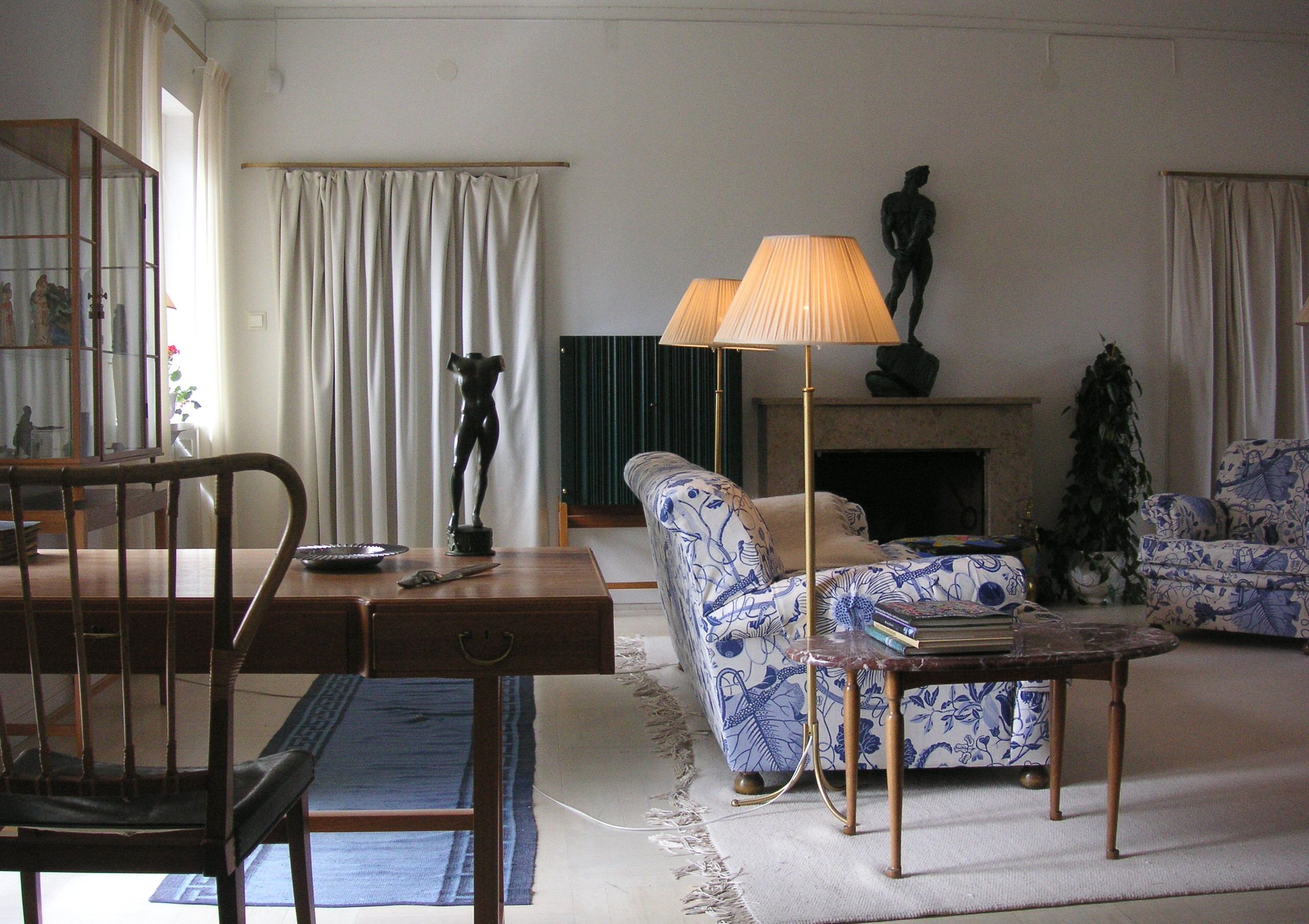
Das von Ericson und Frank gestaltete Wohnzimmer im von Evert Milles entworfenen Kuratorenhaus, Annes Hus, im Millesgården auf Lidingö bei Stockholm.

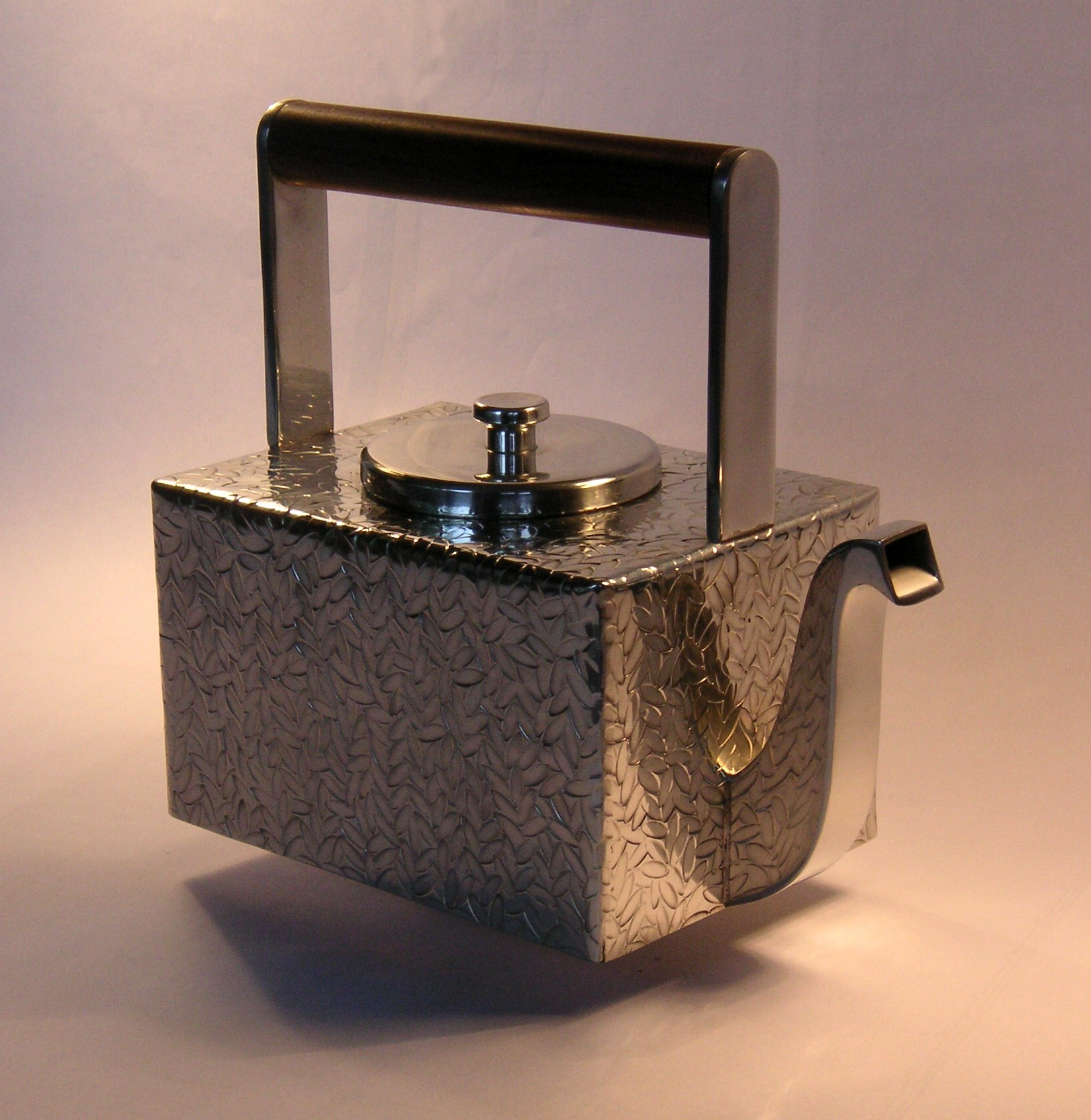
Die 2004 von Signe Persson-Melin entworfene Tennkanna (deutsch: Zinnkanne) zum 80. Jubiläum von Svenskt Tenn und zu Ehren von Estrid Ericson.

Svenskt Tenn (schwed. Schwedisches Zinn) ist eines der bekanntesten und wichtigsten schwedischen Designunternehmen. Seit 1928 ist es Königlicher Hoflieferant und seit 1975 eine Tochterfirma der Stiftung Kjell och Märta Beijer. Das Unternehmen hat 2020 einen Umsatz von rund 319 Millionen Kronen gemacht und verfügt über 77 Angestellte. Der Umsatzgewinn wird ausschließlich Forschungsprojekten in den Bereichen Nachhaltigkeit, Genetik, Biomedizin und Pharmazie gestiftet.

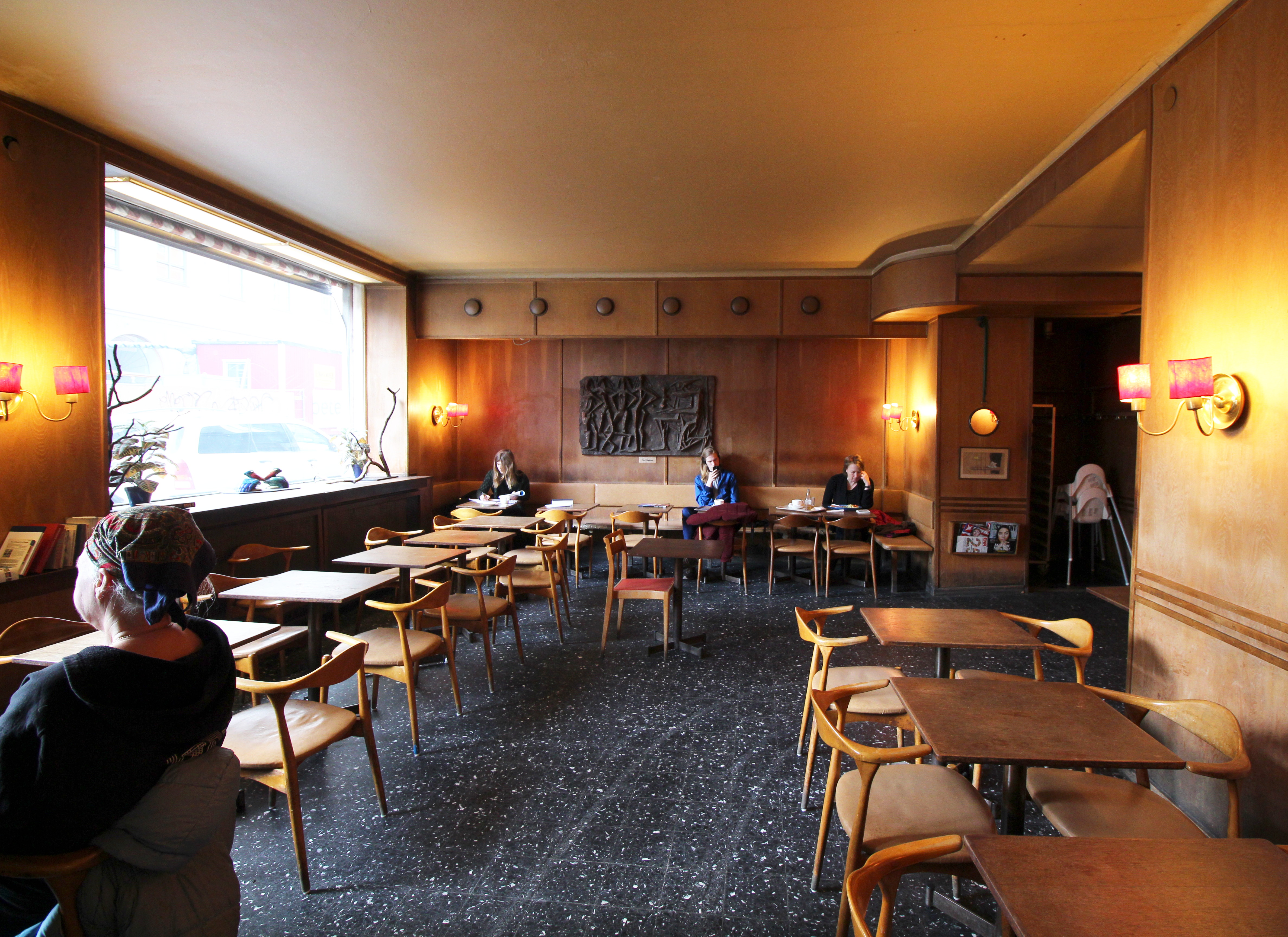
Wandleuchten von Svenskt Tenn in der 2018 geschlossenen Konditorei Valand in der Surbrunnsgatan 48 in Norrmalm.

## Geschichte

### 1924–1999
Das Unternehmen wurde 1924 von der schwedischen Textilkünstlerin und Kunst-Lehrerin Estrid Ericson, zusammen mit Nils Fougstedt, ihrem Kollegen bei der Innenarchitekturfirma Wikman & Wiklund, gegründet. Als Startkapital diente das Erbe von Ericsons Vater. Das Firmenlogo ist in sattem Grün gehalten und zeigt zwei Engel, die sich Stirn an Stirn voreinander verbeugen. Dazwischen stehen die Buchstaben ST in gotischem Stil. Um die Figuren herum befindet sich ein Ring mit dem Text »Svenskt Tenn Stockholm«. Die Schöpfer des Logos sind der Designer und Künstler Akke Kumilen und der Illustrator Bertil Lybeck.
Anfangs wurden nur Gegenstände aus Zinn verkauft. Bereits im ersten Jahr wurde die Firma mit einer Goldmedaille auf der Weltausstellung in Paris 1925 ausgezeichnet. Weiteren Erfolg bescherte 1927 die Wanderausstellung “Contemporary Swedish Decorative Arts” in den USA, im Metropolitan Museum of Art, New York, die später ebenfalls in Chicago und Detroit gezeigt wurde. Infolge des Erfolgs zog das Geschäft von der Smålandsgatan in ein größeres Ladengeschäft am Strandvägen, in dem das Unternehmen noch heute residiert. Ab 1930 wurde das Sortiment erweitert und man begann, Einrichtungsgegenstände und Möbel zu verkaufen. Als eine der frühen Vertreterinnen des Funktionalismus, warb Ericson die Architekten Uno Åhrén, Björn Trädgårdh sowie Robert Hult für Aufträge an. Ebenso entstand 1935 ein Entwurf für einen Kerzenständer in Zusammenarbeit mit dem Prince of Wales. Ab 1934 arbeitete der österreichische Architekt und Designer Josef Frank eng mit der Firma zusammen und wurde einer ihrer renommiertesten Designer, nachdem er mit seiner schwedischen Frau Anna von Wien nach Stockholm gezogen war. Sein Name ist in der Geschichte des schwedischen Designs untrennbar mit dem Firmennamen verbunden.
Die Ausstellungsräume von Svenskt Tenn bei den Weltausstellungen 1937 in Paris sowie in New York 1939 setzten mit ihren starken Kontrasten, Farben und Drucken einen deutlichen Kontrast zu den damals üblichen Geschmacksidealen. Frank und Ericson erfuhren viel Aufmerksamkeit und wurden schnell mit dem Begriff “Swedish Modern” verbunden.
Mit der Zeit konnten prominente Kunden gewonnen werden: Graf Sigvard Oskar Bernadotte – Sohn von König Gustav Adolf von Schweden, der als „Kunst-Prinz“ am schwedischen Hof bekannt war, weil er an der Kunsthochschule studierte – hat 1932 die Neueinrichtung seiner Residenz bei Svenskt Tenn in Auftrag gegeben. Der strenge, minimalistische Raum in schwarz, weiß und dunkelblau war eine Sensation unter Designern, wurde am schwedischen Hof aber irritiert aufgenommen. Ebenso richteten Ericson und Frank das Haus der Kuratorin Anne Hedmark – Annes Hus – auf dem Grundstück des schwedischen Bildhauers Carl Milles im Millesgården ein. Das Ehepaar Alva und Gunnar Myrdal ließ sich für die Privatvilla in Bromma Möbel anfertigen.
Während des Zweiten Weltkriegs floh Frank erneut ins Exil, dieses Mal nach Manhattan, wo er zwischen 1941 und 1946 eine Vielzahl neuer Muster entwarf. Der schwedische Prinz Eugen war begeistert von den neuen Entwürfen und empfand, Frank habe sein Vorbild, den Designer William Morris, nun übertroffen.
Nachdem Frank 1967 verstorben war, führte Ericson das Unternehmen bis 1975 weiter. Im Alter von 81 Jahren verkauft sie es an die Stiftung Kjell och Märta Beijer, die Forschungsstipendien in den Bereichen Ökologie, Medizin und zur Bewahrung der schwedischen Tradition von Inneneinrichtung und Design vergibt. 1979 übernahm Ann Wall die Geschäftsführung und wandelte das Unternehmen in ein profitables Geschäft durch eine Modernisierung des Sortiments, der Verwaltung sowie Organisationsstrukturen. Zusammenarbeiten mit ausgewählten Designern und Künstlern – darunter Karin Mamma Andersson oder Acne-Gründer Jonny Johansson – sowie Designschulen wurden etabliert.

### 1999 – heute
1999 etabliert die Kjell och Märta Beijer Stiftung den Ann Wall Design Prize als Teil des neuen Geschäftskonzepts, „den Geist von Estrid Ericson und Josef Frank in einer modernen Form zu bewahren.“ Da die Beijer-Stiftung es sich zur Aufgabe gemacht hat, die schwedische Inneneinrichtungskultur zu fördern und das Erbe von Frank und Ericson zu bewahren, erwarb sie 2015 die von Frank entworfene Villa Carlsten im südschwedischen Falsterbo in Schonen.
Heutzutage sind 80 Prozent des Sortiments nach eigenen Angaben selbstentworfenes Design. Bei seinem Tod hinterließ Frank rund 2000 Möbelskizzen und 160 Textilmuster. 2009 debütierte Prinz Carl Philip mit einer Silberbesteck-Kollektion bei Svenskt Tenn. Im darauffolgenden Jahr präsentierte er einen von ihm entworfenen Kaminofenfeuerschutz. 2011 wurden die Ladenlokale umgebaut und erweitert und eine temporäre Filiale im Kino Astoria auf der Nybrogatan wurde eröffnet. Nach weiteren Umbaumaßnahmen befinden sich die Büroräumlichkeiten nun in dem Gebäudeensemble Garnisonen am Karlavägen.
In Schweden ist die Ästhetik von Svenskt Tenn heutzutage landesweit etabliert und gilt als gängiger Einrichtungsstil der bürgerlichen Oberschicht. Das hauptsächlich von Frank geschaffene Design hat die schwedische Formgebung unter anderem in den Bereichen Textilien, Teppiche, Geschirr, Möbel entscheidend beeinflusst. Dieser Einfluss wirkt noch heute im international bekannten schwedischen Design fort, wo Spuren des Vorgängers erkennbar sind. Gleichzeitig werden Gegenstände aller Art im Design Josef Franks weiterhin zum Verkauf angeboten.
Der Apple-Designer Marc Newson ist bekennender Frank-Fan. Viele von Franks Möbeln befinden sich heutzutage auch in den Auslandsvertretungen Schwedens, darunter in der schwedischen Botschaft in Algier sowie im Generalkonsulat in New York.
In den vergangenen Jahren wurde das künstlerische Erbe Franks und Ericson auf Ausstellungen in Sven-Harrys Kunstmuseum in Stockholm, im ArkDes – dem schwedischen Zentrum für Architektur und Design – sowie im MAK in Wien und im Fashion and Textile Museum in London ausgestellt.
Auf Auktionen erzielen erste Exemplare der Entwürfe von Frank und Ericson mittlerweile Höchstpreise und befinden sich zudem auch in den Sammlungen des MoMa und des Nationalmuseums in Stockholm.

## Handwerk
Inspiriert durch den britischen Arts-and-Crafts-Designer William Morris, schätze Ericson Handarbeit besonders. Noch heute wird ein Großteil der Produktion in denselben Werkstätten in Småland und Sörmland gefertigt wie einst in den 1950er-Jahren. Das Glas wird unter anderem in den Hütten von Reijmyre in Östergötland gefertigt. Stoffe sind zu 100 % aus Baumwolle oder Leinen gemacht. Die Zinnwerkstätten befinden sich in West-Götaland.